# Mariano da Pescia
Mariano da Pescia de son vrai nom Mariano Gratiadei (né à Pescia en Toscane  dans la première moitié du XVIe siècle et mort prématurément), est un peintre italien de la Renaissance appartenant à l'école florentine. 

## Biographie
Mariano da Pescia a été un élève de Ridolfo Ghirlandaio.

## Œuvres
- Sainte Famille, retable, chapelle des Prieurs, Palazzo Vecchio, Florence.
- Vierge à l'Enfant et les saints Giovannino et Elisabeth, retable, chapelle des Prieurs, Palazzo Vecchio, Florence.